# Carcinarctia fasciata
Carcinarctia fasciata là một loài bướm đêm thuộc phân họ Arctiinae, họ Erebidae.